# Богородица (Бугарска)
Богородица је насељено место у општини Петрич у области Благоевград, Бугарска. Према попису из 2021. године било је 13 становника.
Према бугарском географу и историчару, Василу Канчову, у Богородици је 1900. године живело 630 Словена хришћана.
Током 19. века у Богородицу су се населили словенски досељеници из околине Велеса, Штипа и других крајева.